# Erik Lindegren
Johan Erik Lindegren (Luleå, 5 de agosto de 1910-Estocolmo, 31 de mayo de 1968) escritor sueco modernista y traductor miembro de la Academia Sueca. Era nieto del compositor Johan Lindegren, marido de la conservadora Karin Lindegren (1924-2012) y padre del profesor de la Universidad de Upsala Jan Lindegren (nacido en 1949).
Su padre era ingeniero de ferrocarriles y siguió educación secundaria en Östersund. 
Tras años de búsqueda poética formó parte junto a Gunnar Ekelöf del movimiento modernista de los años 1940. Tradujo al sueco a T. S. Eliot, Rainer Maria Rilke, Graham Greene, Saint-John Perse, Dylan Thomas, William Faulkner o Paul Claudel entre otros. Además, entró como redactor en la publicación Aftontidningen y también es conocida su obra como libretista.
Obtuvo varios premios literarios como el premio Dobloug.

## Obra seleccionada
- Posthum ungdom, poesía, Bonnier. 1935
- Mannen utan väg, poesía, Seelig. 1942
- 40-tals-lyrik (antologi). Bonnier. 1946, con Karl Vennberg
- Sviter, poesía, Bonnier. 1947
- Dikter 1942-1947, poesía, Bonnier. 1954
- Vinteroffer', poesía,  Bonnier. 1954
- Dikter 1940-1954 : ett urval, poesía, Bonnier. 1962
- Dag Hammarskjöld : inträdestal i Svenska akademien. Norstedt. 1962
- Tangenter : recensioner och essäer i urval. Bonnier. 1974